# Liste der Landschaftsschutzgebiete im Bodenseekreis
Im Bodenseekreis gibt es 27 Landschaftsschutzgebiete. Nach der Schutzgebietsstatistik der Landesanstalt für Umwelt, Messungen und Naturschutz Baden-Württemberg (LUBW) stehen 10.559,98 Hektar der Landkreisfläche unter Landschaftsschutz, das sind 15,89 Prozent.
| Name | Bild | Kennung                  | Einzelheiten | Position | Fläche Hektar | Datum                          |
| --- | ---- | ------------------------ | --- | -------- | ------------- | ------------------------------ |
| Württembergisches Bodenseeufer |      | 4.35.001 WDPA: 325964    | Friedrichshafen Naturstrand und Strandwald des Bodensees; Schwarzpappel- und Eichenbestände als vorherrschendes Ufergehölz. | ⊙        | 188,3         | 13. Sep. 1940                  |
| Argenaue Reutenen |      | 4.35.002 WDPA: 319659    | Langenargen Altes Flussbett der Argen, Erholungsgebiet. | ⊙        | 7,1           | 31. Juli 1985                  |
| Altweiherwiese und Taldorfer Bach |      | 4.35.003 WDPA: 319577    | Oberteuringen Geologisch bedeutsame Schmelzwasserrinne des Würm-Spätglazials; Talabschnitt der Ur-Argen. | ⊙        | 72,4          | 31. März 1952                  |
| Steilrand und Schotterfeld des Argentals südlich der Kochermühle                                                                      | BW   | 4.35.005 WDPA: 324794    | Kressbronn am Bodensee Spätglaziale Argenterrasse | ⊙        | 8,1           | 10. Sep. 1954                  |
| Endmoränenwall und Flachmoor nördlich Rappertsweiler                                                                                  | BW   | 4.35.008 WDPA: 320644    | Tettnang Von Endmoränenwällen eingerahmtes schilfbewachsenes Flachmoor. | ⊙        | 37,9          | 10. Sep. 1954                  |
| Endmoränenlage "Höhe 585,1" zwischen Gunzenweiler und Litzelmannshof                                                                  | BW   | 4.35.017 WDPA: 320643    | Neukirch Der schlanke Rundkegel stammt von einer Stillstandslage des Gletschers und ist bekannt durch seine landschaftliche Schönheit und Eigenart. Am Fuße ist der Mahlweiher idyllisch gelegen. | ⊙        | 20,1          | 10. Sep. 1954                  |
| Endmoränenkegel Ebersberg mit Mahlweiher                                                                                              |      | 4.35.018 WDPA: 320642    | Neukirch Der schlanke Rundkegel stammt von einer Stillstandslage des Gletschers und ist bekannt durch seine landschaftliche Schönheit und Eigenart. Am Fuße ist der Mahlweiher idyllisch gelegen. | ⊙        | 4,8           | 10. Sep. 1954                  |
| Tettnanger Wald mit Hochwacht, Krüntenbühl, Reichenbühl, Argenhardter Kopf, Schoos und Steilrand des Argentales an dem Schwandenbogen |      | 4.35.021 WDPA: 325145    | Langenargen, Tettnang Ehemaliges Landschaftsschutzgebiet, aufgehoben durch Verordnung vom 19. Mai 2017, siehe LSG 4.35.043 | ⊙        | 701,0         | 24. Dez. 1954 bis 19. Mai 2017 |
| Sand- bzw. Baggergruben nördlich und westlich des Bierkellers                                                                         | BW   | 4.35.022 WDPA: 324078    | Langenargen Schonung der Landschaft, auch aus Gründen des Fremdenverkehrs von wirtschaftlicher Bedeutung; geologische Aufschlüsse. | ⊙        | 17,4          | 24. Dez. 1954                  |
| Höhe 493,8 südlich Tettnang bei Schäferhof                                                                                            |      | 4.35.023 WDPA: 321684    | Tettnang Schmelzwasserkuppe aus der Zeit des Spätglazials des Rheingletschers, als einziger einsamer Hügel auf der tischartig ebenen Terrasse der Tettnanger Schotterfläche; geologisch von Bedeutung. | ⊙        | 7,1           | 24. Dez. 1954                  |
| Spätwürmeiszeitliche Terrassen zwischen Burnau, Prestenberg, Vorderreute, Buch und Krumbach                                           |      | 4.35.026 WDPA: 324712    | Tettnang Flußgeschichtlich bedeutsam. | ⊙        | 21,9          | 25. Jan. 1963                  |
| Heiligenberg |      | 4.35.027 WDPA: 321512    | Frickingen, Heiligenberg Höhenzug vom Alten Wachberg über Schloßberg-Nagelstein; Molassesporn mit rißeiszeitlicher Bedeckung. | ⊙        | 202,0         | 18. Feb. 1938                  |
| Drumlin Biblis |      | 4.35.028 WDPA: 320443    | Überlingen Durch die Eiszeit geschaffener eindrucksvoller Hügel. | ⊙        | 12,1          | 18. Juli 1938                  |
| Drumlin "Im Hasenbühl" und "Gegez" |      | 4.35.029 WDPA: 320442    | Owingen Durch die Eiszeit geschaffene eindrucksvolle Hügellandschaft in der jüngeren kuppigen Schmelzwasserlandschaft. | ⊙        | 16,5          | 18. Juli 1938                  |
| Salem-Killenweiher |      | 4.35.030 WDPA: 324069    | Salem Das Schutzgebiet umfasst den Schloßbezirk von Salem mit Leopoldshöhe, Scheuerbuch, Krankenhalde, Wacholderbühl, Kirchberghölzle, Forsterhof, Spitznagelhof, Markgräfinweiher, Martinsweiher und den Killenweiher. | ⊙        | 543,4         | 17. Sep. 1951                  |
| Bodenseeufer |      | 4.35.031 WDPA: 320004    | Daisendorf, Hagnau am Bodensee, Immenstaad am Bodensee, Meersburg 19 Teilgebiete; Abwechslungsreiche Bodenseeuferlandschaft mit hohem Erholungswert; von überregionaler Bedeutung. | ⊙        | 3.796,0       | 20. März 2006                  |
| Höchsten |      | 4.35.032 WDPA: 321652    | Deggenhausertal Die Landschaft bestimmender Höhenzug mit hervorragender Aussicht. | ⊙        | 9,0           | 19. Apr. 1938                  |
| Hepbacher-Leimbacher Ried |      | 4.35.033 WDPA: 321553    | Friedrichshafen, Markdorf, Oberteuringen 2 Teilgebiete; Vermeidung nachteiliger Einflüsse auf das gleichnamige NSG. | ⊙        | 65,7          | 7. Dez. 1983                   |
| Seenplatte und Hügelland südlich der Argen und Nonnenbachtal                                                                          |      | 4.35.034 WDPA: 324526    | Kressbronn am Bodensee, Tettnang 2 Teilgebiete; Kuppenlandschaft mit eingelagerten Seen, Bachtälern und bewaldeten Hügeln mit großer Zahl von naturnahen Biotopen, wie Feuchtgebiete und Halbtrockenrasen; soll in seinem Erholungswert erhalten bleiben. | ⊙        | 937,3         | 15. Feb. 2005                  |
| Markdorfer Eisweiher |      | 4.35.035 WDPA: 322902    | Markdorf Randbereiche des gleichnamigen NSG; dient zur Vermeidung nachteiliger Einflüsse auf das NSG. | ⊙        | 15,9          | 11. Feb. 1992                  |
| Lippertsreuter Umland |      | 4.35.036 WDPA: 322632    | Salem, Überlingen Vom Würmgletscher und dessen Schmelzwässer ausgebildete Landschaft mit Eisrandlage; Erosionsränder, reizvolle Tobel, naturnahe Bach- und Flussläufe; Streuobst und Feuchtwiesen mit sehr großem Erholungswert. | ⊙        | 464,9         | 23. Dez. 1993                  |
| Lipbachsenke | BW   | 4.35.037 WDPA: 322619    | Friedrichshafen, Immenstaad am Bodensee Ökologisch notwendiger Ergänzungsraum und Pufferzone für das NSG gleichen Namens; reizvoller Naturraum mit besonderem Erholungswert am dichtbesiedelten Bodenseeufer. | ⊙        | 24,8          | 25. Aug. 1993                  |
| Eisrandformen zwischen Rebholz und Knellesberg                                                                                        | BW   | 4.35.038 WDPA: 320577    | Meckenbeuren Würmeiszeitliche Eisrandformen mit Seitenmoränen, Endmoränen und Auslauf in die Schussenniederung, mit vielgestaltiger Geomorphologie; unterschiedliche, in den Hangbereichen oft extensiven, strukturreichen Nutzungen. | ⊙        | 347,4         | 19. Juli 1996                  |
| Knellesberger Moos |      | 4.35.039 WDPA: 322221    | Meckenbeuren, Tettnang, Ravensburg Für das gleichnamige NSG notwendige Ergänzungsräume und Pufferzonen; typisches Landschaftsbild für den Übergang von der Allgäulandschaft zum Bodenseebecken; die Entwicklung eines Verbundes naturnaher Biotope wird angestrebt, wobei vor allem auf den landwirtschaftlich genutzten Flächen, durch Extensivierungs- und Renaturierungsmaßnahmen alte Formen der Landnutzung (insbesondere Streuobst-, Streu- und Riedwiesen) gepflegt und wiederbegründet werden sollen. | ⊙        | 14,5          | 28. Aug. 1996                  |
| Eiszeitliche Ränder des Argentals mit Argenaue                                                                                        |      | 4.35.040 WDPA: 320580    | Kressbronn am Bodensee, Langenargen, Neukirch, Tettnang Während der letzten Eiszeit geschaffene geologische Einheit des Urstromtals der Argen; bisher in weiten Teilen von menschlichen Eingriffen verschont gebliebene charakteristische Topographie, mit artenreichen Hängen und Terrassen sowie in der Talaue vorhandene typische Erosionsränder, Böschungen und Rinnen; vielfältiges Landschaftsbild des Argentals mit kleinen Ortschaften, Weilern und Gehöften, unterschiedliche land- und forstwirtschaftliche Nutzungen; reizvolle Landschaft mit hohem Erholungswert zum Erleben und Genuss von Natur und Landschaft. | ⊙        | 1.524,2       | 16. Dez. 1997                  |
| Haldenberg |      | 4.35.041 WDPA: 321331    | Friedrichshafen Der markante, von weit her sichtbare, das Landschaftsbild prägende Drumlin mit der als Kulturdenkmal geschützten Haldenbergkapelle, Wiesen, Streuobstbereichen, Gehölzstrukturen, Äckern, Obstanlagen und Ausblickmöglichkeiten in die nähere und fernere Umgebung soll in seiner Vielfalt und Schönheit für die landschaftsverträgliche Erholung der Allgemeinheit erhalten werden | ⊙        | 105,0         | 26. Nov. 2001                  |
| Württembergisches Bodenseeufer-Neufassung Teilbereich Friedrichhafen-West                                                             | BW   | 4.35.042 WDPA: 378736    | Friedrichshafen | ⊙        | 114,0         | 26. Feb. 2004                  |
| Tettnanger Wald mit angrenzender Feldflur zwischen Bodenseeufer und Tettnang (Tettnanger Wald)                                        |      | 4.35.043 WDPA: 555700727 | Tettnang, Langenargen, Eriskirch Landschaftlich bedeutungsvolle Punkte; geologische Bedeutung für die Geschichte des Spätglazials (Eisrandlagen der mittleren und oberen Tettnanger Stufe). | ⊙        | 2.005,2       | 19. Mai 2017                   |
| Legende für Landschaftsschutzgebiet                                                                                                   |      |                          | |          |               |                                |